# The San Diego Union-Tribune
The San Diego Union-Tribune (anteriormente el U-T San Diego) es el periódico que cubre el Condado de San Diego, California, Estados Unidos. En 1992 los dos periódicos San Diego Union y San Diego Tribune se fusionaron, formando el San Diego Union-Tribune. En 2006 el UT-San Diego, con el Copley News Service, ganó el Premio Pulitzer por informes nacionales en 2006. La empresa Tribune Publishing, compañía matriz de los diarios Chicago Tribune y Los Ángeles Times, compró el diario en el 2015. San Diego Union-Tribune fue vendido a la empresa editora Alden Global Capital, compañía matriz de Digital First Media en el año 2023. 